# 大众路波
大众路波（英語：Volkswagen Lupo）是由大众公司推出的一款A00级轿车，于1998至2005年间由大众公司生产销售，与西雅特Arosa一样基于大众Polo Mk3平台构建，Lupo这个名字源于拉丁语，意为狼。此车只有三门，配有四或五个座位。它同时有一个容量相当小的后备箱，但可以通过折叠后座以增加后备箱的容量。在2001年中期时，路波是在沃尔夫斯堡制造的。而随后路波的生产工作（3L版本除外）被转移到了位于布鲁塞尔的大众工厂。
从1998年开售到2005年间，大众总共产出了超过477,000辆路波。到2000年止，路波的产量都是在逐年增加的，不过2000年后路波的产量便开始逐年下降，最后于2005年停产退市。

## 引用
1. 1 2  . Volkswagen Newsroom.   [2022-10-01]. （原始内容存档于2022-07-31） （英语）.
2. ↑  . www.autozine.org.   [2022-10-01]. （原始内容存档于2019-09-18）.
3. ↑  Redakcja. . Motofakty. 1998-10-25  [2022-10-01] （pl-PL）.
4. ↑  . Automotive News Europe. 2005-12-13  [2022-10-01]. （原始内容存档于2022-02-21） （英语）.
5. ↑  . The New York Times. 2001-09-16  [2022-10-01]. ISSN 0362-4331. （原始内容存档于2021-06-08） （美国英语）.